# Кодове ім'я «Червоний»
Кодове ім'я «Червоний» (англ. Red One) — художній фільм режисера Джейка Кездана. Сценарій фільму написав Кріс Морган на основі оригінальної історії Хірама Гарсії. Головні ролі виконали Двейн Джонсон, Кріс Еванс, Кірнан Шипка та Дж. К. Сіммонс.
Прем'єра фільму запланована на стрімінговому сервісі Amazon Prime Video у 2024 році.
В український прокат стрічка вийшла 7 листопада 2024 року.
Стрічка провалилася в прокаті, зібравши лише 185 млн доларів при загальному бюджеті в 350 млн.

## Сюжет
Залишається два дні до Різдва. Саме тому на Північному полюсі, де розташована таємна база Санта-Клауса або Святого Миколая, чи як його просто називають підлеглі — Червоний, всі готуються до важливої події. В різдвяну ніч він має доставити подарунки в кожен будинок. Однак наступаюче Різдво буде останнім для вірного товариша та керівника служби охорони Святого Миколая Каллума Дріфта. Він дещо втратив віру в свою роботу і його дуже дратують дорослі, які знецінюють магію Різдва. До того ж Каллум помічає, що серед тих, хто отримає подарунки, стало більше неслухняних дітей ніж було раніше. Втім, його особисті погляди відходять на другий план, коли раптово зникає Червоний. Невідомі проникають в секретні володіння Санти. Служба безпеки помічає снігохід, що намагається якомога швидше залишити це місце. Дріфт кидається навздогін. Проте виявляється, що машина лише відволікала увагу.
Розслідувати цю справу береться керівник спеціальної таємної організації Зої. Саме вона робить все можливе, щоб людство та міфологічні істоти співіснували у мирі. Вона досить швидко знаходить підозрюваного, хто може стояти за викраденням. Виявити таємний сховок Санти вдалося хакеру-фрілансеру на прізвисько Вовк. За цим ім'ям приховується Джек О'Меллі. Однак він навіть не здогадується, в чому брав участь. Люди Зої намагаються його затримати, але Джек тікає від них. Лише зусиллями самої Зої вдається його упіймати.
Спочатку О'Меллі не розуміє з ким має справу та в чому його звинувачують. Проте пізніше, коли він знайомиться не тільки з Дріфтом, а й з іншими фантастичними істотами, то погоджується допомагати все виправити. Джек пояснює, що має координати замовника, який заплатив йому заради виявлення певної локації на Північному полюсі. Зараз той знаходиться на Арубі, куди відразу відправляються Джек та Дріфт. Вже на місці їм вдається дізнатися, що за викраденням Червоного стоїть Ґріла...

## У ролях
| Актор               | Роль                                |
| ------------------- | ----------------------------------- |
| Двейн Джонсон       | Каллум Дріфт                        |
| Кріс Еванс          | Джек О'Меллі                        |
| Кірнан Шипка        | Ґріла                               |
| Люсі Лью            | Зої                                 |
| Джонатан Сіммонс    | Санта-Клаус/Святий Миколай/Червоний |
| Крістофер Гів'ю     | Крампус                             |
| Мері Елізабет Елліс | Олівія                              |
| Веслі Кіммел        | Ділан                               |
| Нік Кролл           | Тед                                 |
| Бонні Гант          | Пані Клаус                          |
| Дженна Канелл       | гість Крампуса                      |

### Український дубляж
Режисер – Катерина Брайковська, перекладач – Олеся Запісочна, звукорежисер – Геннадій Алексєєв,  координатор – Юлія Кузьменко.
Студія – Постмодерн.
- Джек – Роман Чорний,
- Кел – Михайло Жонін,
- Зої – Вікторія Білан-Ращук,
- Нік – Євген Пашин,
- Ділан – Данил Педченко,
- Крампус – Євген Сінчуков,
- Ґріла – Єлизавета Зіновенко,
- Тед – Денис Жупник,
- Місіс Клаус – Олена Бліннікова.

А також: Тамара Морозова, Юлія Перенчук, Дмитро Гаврилов, Владислав Васицький, Дмитро Вікулов, Юрій Висоцький, Андрій Соболєв, Олена Узлюк та інші.

## Виробництво
Ідея фільму належить Хіраму Гарсіа, який очолює виробництво на кіностудії Seven Bucks Productions. Режисером виступить Джейк Касдан. Кріс Еванс приєднався до акторського складу в січні 2022 році. У вересні до акторського складу приєдналася Кірнан Шипка. Люсі Лью, Мері Елізабет Елліс, Дж. К. Сіммонс, Нік Кролл, Крістофер Гів'ю, Веслі Кіммел і Бонні Гант приєдналися до акторського складу наступного місяця, причому Елліс повідомила про свою участь і участь Сіммонса в Instagram.
Проєкт розглядається як перший із потенційної франшизи, що переосмислює міфологію свята. Проєкт буде спільним виробництвом кінокомпаній Seven Bucks Productions, Amazon Studios, Amazon Prime Original Films, The Detective Agency та Chris Morgan Productions.
Зйомки розпочалися у жовтні 2022 року в Атланті.
Прем'єра фільму запланована на стрімінговому сервісі Amazon Prime Video на Різдвяні свята у 2024 році.